# Pseudobarbella ancistrodes
Pseudobarbella ancistrodes är en bladmossart som beskrevs av Monte Gregg Manuel 1977 [1978. Pseudobarbella ancistrodes ingår i släktet Pseudobarbella och familjen Meteoriaceae. Inga underarter finns listade i Catalogue of Life.